# Aniela Aszpergerowa
Aniela Aszpergerowa, z domu Kamińska  (ur. 29 listopada 1816 w Warszawie, zm. 27 stycznia 1902 we Lwowie) – polska aktorka.

## Życiorys

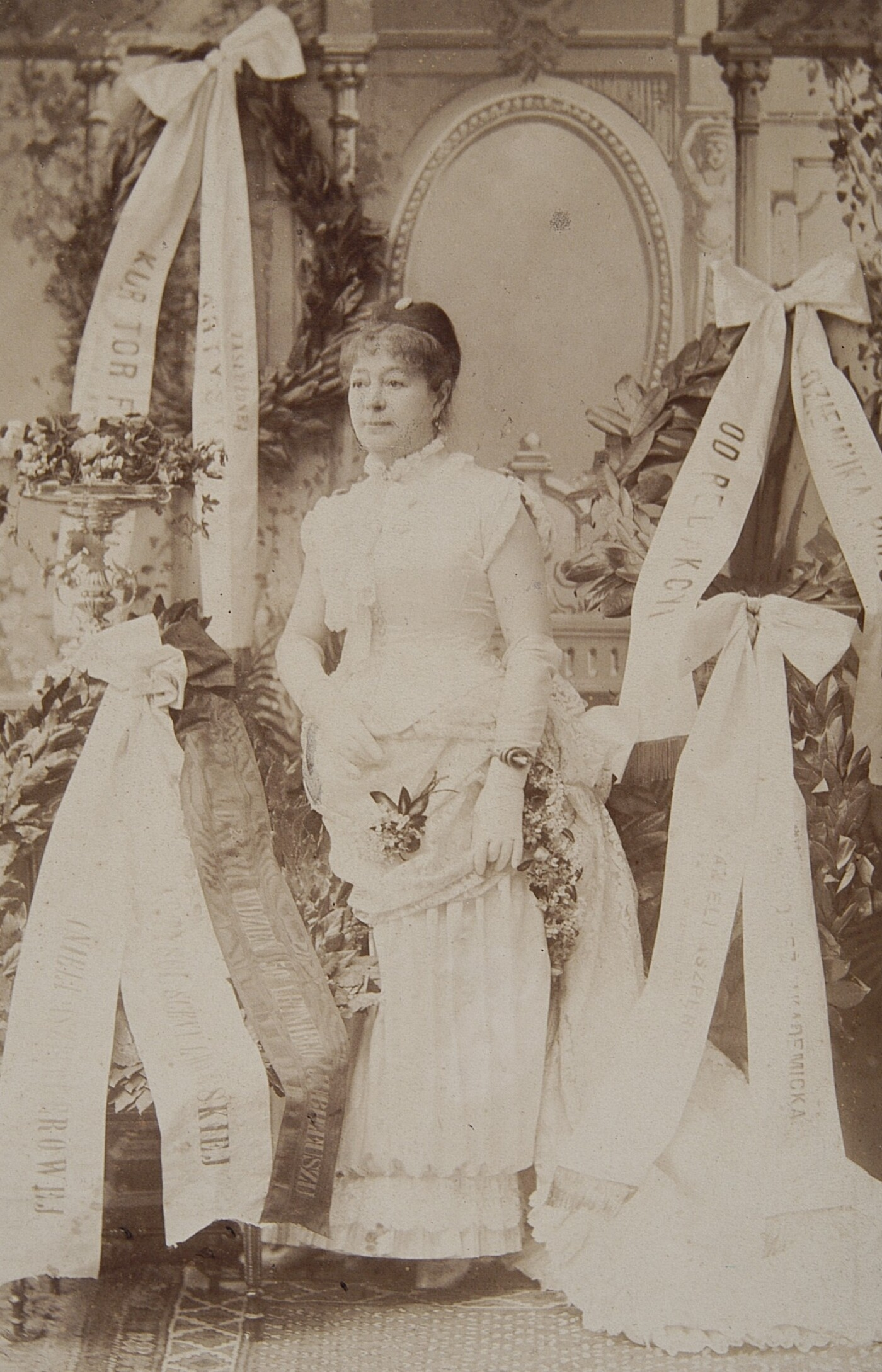
Aniela Aszperger, 1884 r.

Była córką Stefana Kamińskiego i Marii z Wasińskich. Została żoną Wojciecha Aszpergera (do 1838 r. występowała pod nazwiskiem panieńskim).
Rozpoczęła karierę w Warszawie, debiutowała na deskach Warszawskich Teatrów Rządowych wiosną 1835 r. 30 marca  tego roku zadebiutowała w roli Ludwiki (Zazdrośni w miłości) na scenie Teatru Rozmaitości i została doń zaangażowana. Grała też na deskach teatrów Mińska Litewskiego i Wilna. Przez kolejne kilkadziesiąt lat związana była ze lwowską sceną teatralną. Występowała na scenie Teatru Skarbkowskiego podczas jego uroczystego otwarcia w 1842 r., grając rolę Anieli w Ślubach panieńskich Aleksandra Fredry, zaś w 1900 r. podczas ostatniego w tym teatrze przedstawienia zasiadała w jednej z lóż jako honorowy gość. Była aktorką wszechstronną – w jej repertuarze były role melodramatyczne, komediowe i współczesne. Początkowo powierzano jej role amantek, później role tragiczne. Grała w dramatach Williama Szekspira (Ofelia w Hamlecie), Juliusza Słowackiego (Wdowa w Balladynie), komediach Fredry (Aniela, Klara w Ślubach panieńskich).
Za działalność patriotyczną została aresztowana w 1864 r. i skazana na 1 rok więzienia. We Lwowie cieszyła się ogromnym uznaniem i popularnością. Jej pogrzeb na Cmentarzu Łyczakowskim stał się wielką manifestacją. Poślubiła aktora Wojciecha Aszpergera. Była teściową Adama Giełguda, prababką angielskiego aktora Johna Gielguda. Po jego śmierci prasa brytyjska przypisywała Aszpergerowej litewskie pochodzenie, łącząc litewskie korzenie rodu Gielgudów i krótki pobyt aktorki w Wilnie.

## Kariera aktorska
- Warszawskie Teatry Rządowe (1835-1841)
- Teatr w Wilnie (1836-1840)
- Teatr w Mińsku Litewskim (1837-1839)
- Teatr Skarbkowski we Lwowie (1842-1896)